# Glenrothes (ville)
Ne pas confondre avec la distillerie de whisky Glenrothes.
Glenrothes (Gleann Ràthais en gaélique (gd)) est une ville d'Écosse, située dans le council area du Fife, à 48 km au nord d'Édimbourg et à 40 km au sud de Dundee. Elle est la capitale administrative du council area et de l'ancienne région du Fife, même si Kirkcaldy est plus peuplée.

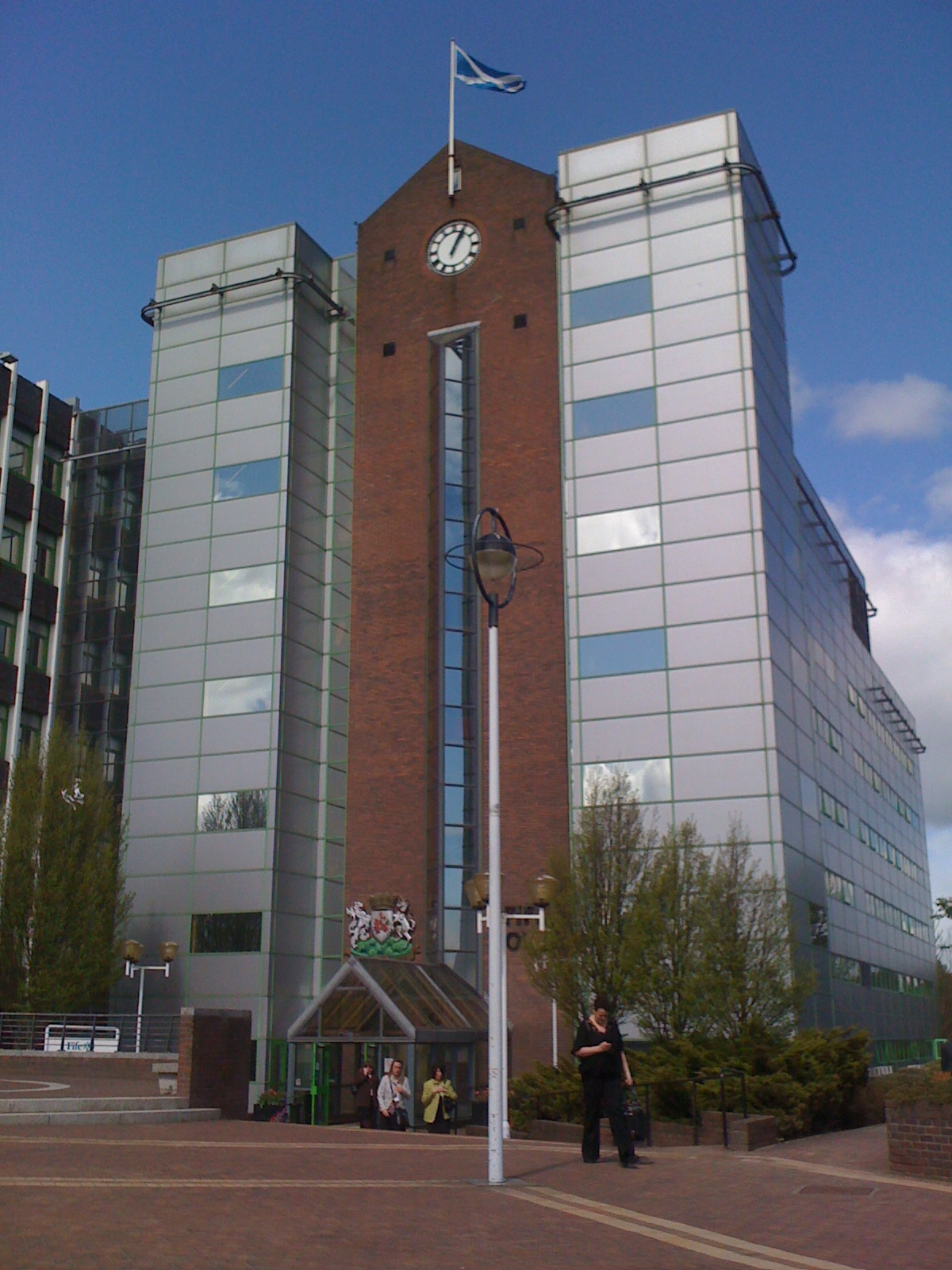
Siège du council area du Fife, à Glenrothes.

## Histoire
Le nom Glenrothes provient du Earl of Rothes (en) qui possédait beaucoup de terres sur le territoire de la commune. Il y a été rajouté le nom glen qui signifie vallée en gaélique, afin d'éviter une confusion avec une autre ville écossaise, Rothes, situé dans le Moray.
Il s'agit d'une ville nouvelle, planifiée dans les années 1940, dans le but initial de loger les mineurs travaillant à la mine de charbon locale, la Rothes Colliery. À la suite de la fermeture de la mine, la ville s'est développée comme un des centres importants de la Silicon Glen (en), une région écossaise spécialisée dans les nouvelles technologies (comme avec l'entreprise américaine Raytheon, spécialisée dans les systèmes de défense, d'électronique et dans l'aérospatiale, qui est l'un des plus grands employeurs de la ville).
Glenrothes est aussi célèbre pour avoir une grande partie de son centre-ville qui est couverte. Elle est souvent bien positionnée dans les classements des villes fleuries du Royaume-Uni, notamment pour la qualité de ses parcs, ornementés de nombreuses sculptures qui avaient été commandées à des artistes renommés lors de la planification de la ville.

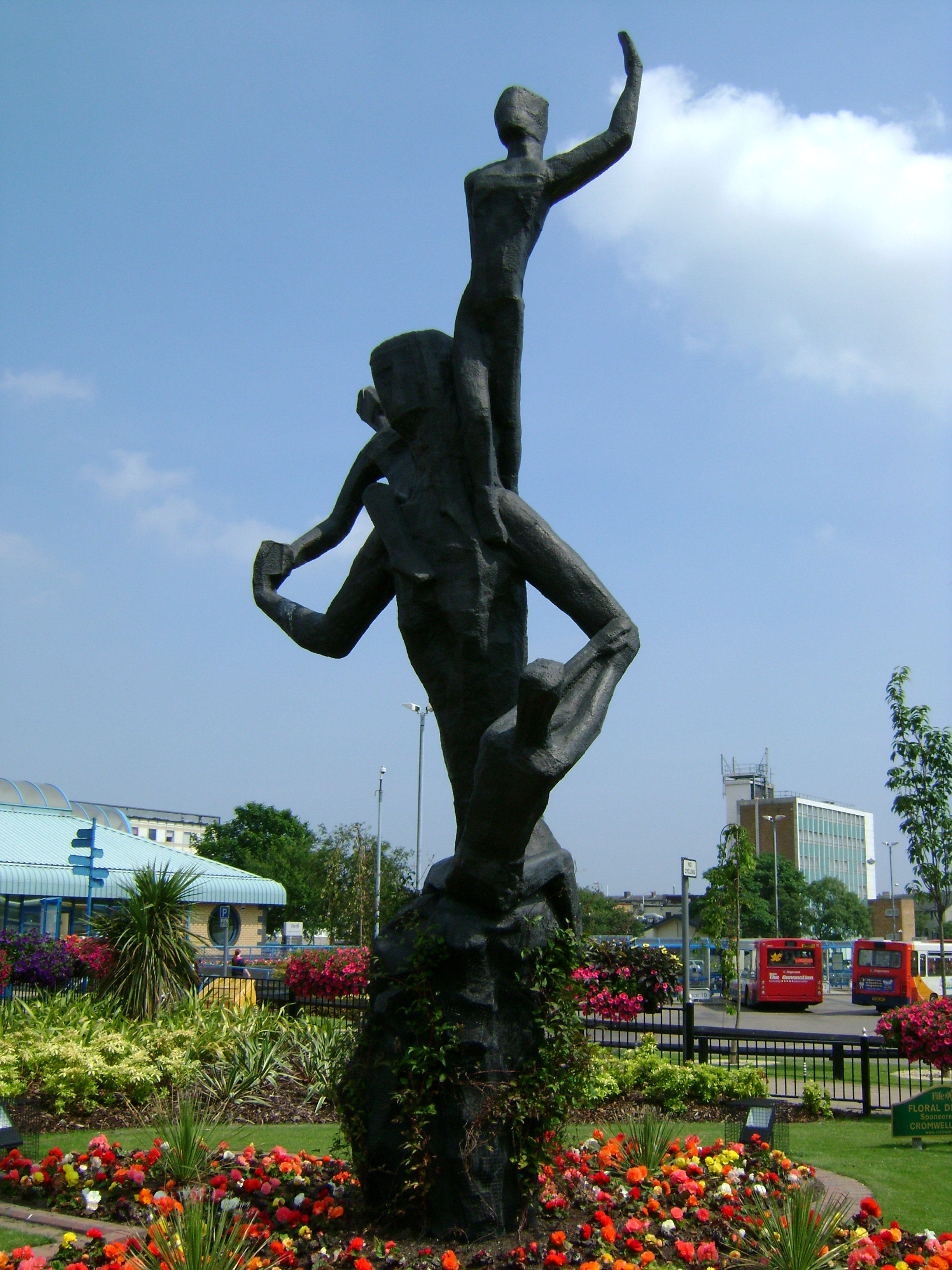
Une des sculptures des parcs de Glenrothes. Celle-ci se nomme Ex Terra.

La ville comporte de nombreuses infrastructures, des complexes sportifs, des centres sociaux, deux terrains de golf, un théâtre, des annexes de l'université de la région ainsi qu'un campus étudiant.

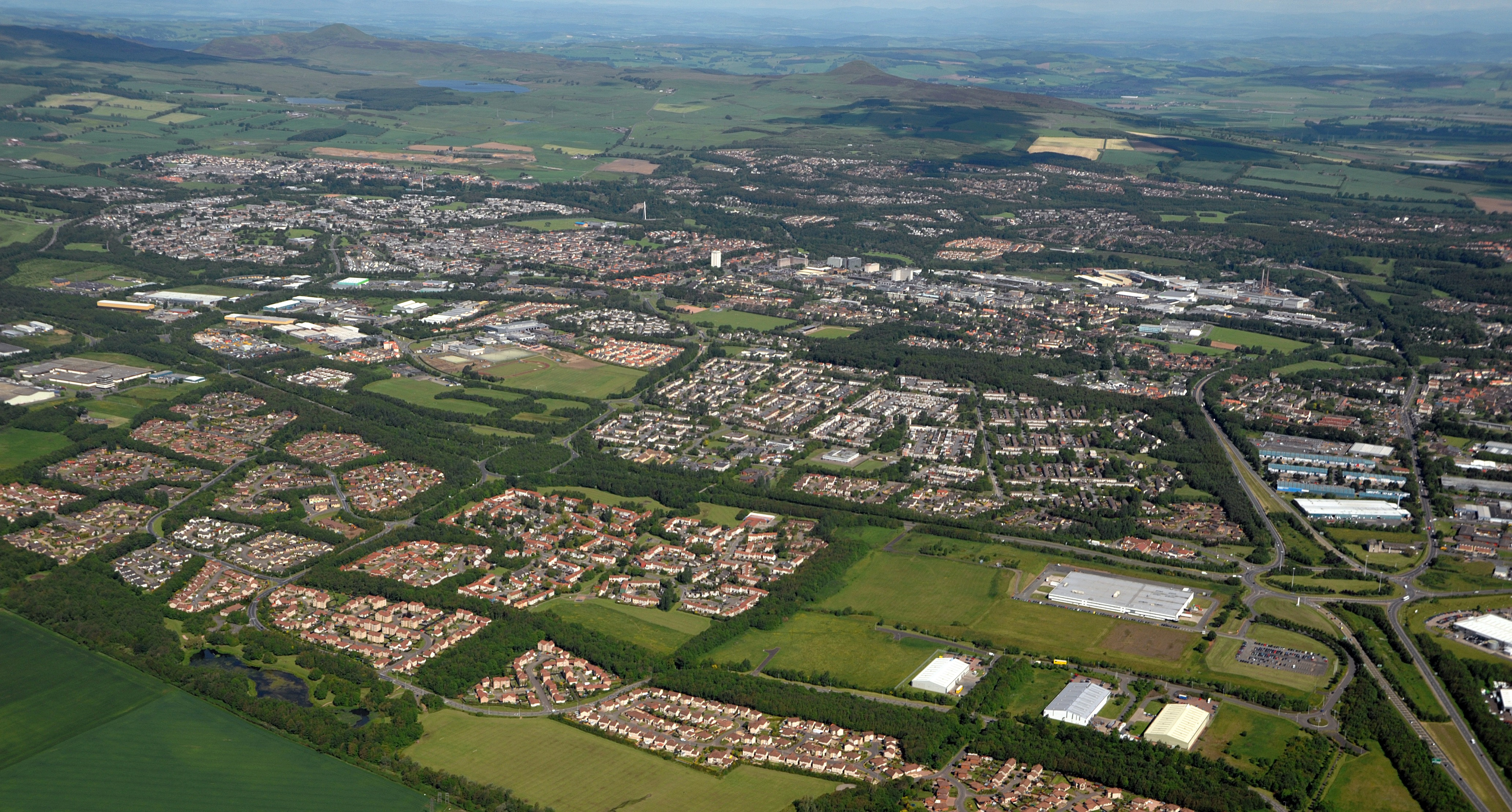
Vue aérienne de Glenrothes.

## Personnalités
- Dougray Scott, acteur, né à Glenrothes en 1965.
- Henry McLeish, ancien joueur professionnel de football et homme politique, ancien Premier ministre d'Écosse, vit à Glenrothes.

## Jumelage
- Böblingen, depuis 1971.